# Austrodecus elegans
Austrodecus elegans is een zeespin uit de familie Austrodecidae. De soort behoort tot het geslacht Austrodecus. Austrodecus elegans werd in 1957 voor het eerst wetenschappelijk beschreven door Stock. 